# Hillevi Rombin
Hillevi Rombin (Upsália, 14 de setembro de 1933 - Los Angeles, 19 de junho de 1996) foi uma rainha da beleza sueca e Miss Universo 1955, coroada em 22 de julho daquele ano em Long Beach, Califórnia, Estados Unidos. Foi a primeira Miss Universo da Suécia e uma das duas únicas Misses Universo falecidas até hoje.

## Biografia
Atleta campeã nacional sueca em esportes como atletismo, esqui na neve, decatlo e ginástica, depois de vencer o concurso Miss Suécia de 1955, Rombin foi para os Estados Unidos representar seu país no Miss Universo daquele ano. Corpo perfeito modelado no esporte, inteligente e fluente em cinco línguas, ela impressionou os juízes o suficiente para conquistar a coroa na noite de 22 de julho, derrotando outras 32 candidatas de todo o mundo.
Após seu reinado, como parte dos prêmios ganhos, ela cumpriu o contrato com a Universal Pictures, estudando arte dramática com atores como Clint Eastwood e Barbara Eden, participando de pequenos papéis em poucos filmes. Durante sua permanência na Universal, conheceu o herdeiro milionário de uma cadeia de hotéis, G. David Schine, com quem se casou em 1957 e teve seis filhos, passando a residir nos Estados Unidos pelos quarenta anos seguintes.
Ela, o marido e um dos filhos morreram num acidente aéreo sobre a Califórnia, pouco depois de decolarem num pequeno avião monomotor da cidade de Burbank em 19 de junho de 1996. Tinha 62 anos e foi a primeira Miss Universo a falecer. Amparo Muñoz, a espanhola coroada Miss Universo 1974, morreria quinze anos depois, em 2011.
Sepultada no Westwood Village Memorial Park Cemetery.